# Лорткипанидзе, Мамуд Сулейманович
Мамуд Сулейманович Лорткипанидзе (1909 год, село Дологани, Батумская область, Российская империя — 2001 год, село Дологани, Кедский муниципалитет, Грузия) — звеньевой колхоза имени Ворошилова Кедского района Аджарской АССР, Грузинская ССР. Герой Социалистического Труда (1949).

## Биография
Родился в 1909 году в крестьянской семье в селе Дологани Батумской области. Окончил местную начальную школу. С начала 1930-х годов трудился рядовым колхозником в колхозе имени Ворошилова (позднее — «Дологани») Кедского района. В послевоенные годы возглавлял табаководческое звено.
В 1948 году звено Мамуда Лорткипанидзе собрало в среднем с каждого гектара по 25,6 центнеров табака сорта «Трапезонд» на участке площадью 1,4 гектара и по 26,5 центнеров табака сорта «Самсун» на участке площадью 1,6 гектаров. Указом Президиума Верховного Совета СССР от 3 мая 1949 года удостоен звания Героя Социалистического Труда «за получение высоких урожаев кукурузы и табака в 1948 году» с вручением ордена Ленина и золотой медали «Серп и Молот».
Этим же Указом звание Героя Социалистического Труда получили первый секретарь Кедского райкома партии Окропир Никифорович Беридзе, заведующий отделом сельского хозяйства Кедир Сулейманович Чхеидзе, председатель райисполкома Хусейн Мемедович Мегрелидзе, главный районный агроном Тамара Михайловна Сихарулидзе и четверо труженика из колхозов имени Ворошилова и Кирова Кедского района (Али Кедемович Сапаридзе, Харун Сулейманович Шиладзе, Шукри Мухамедович Джакелидзе, Мухамед Османович Ардзенадзе).
Трудился в колхозе до выхода на пенсию в 1967 году. Персональный пенсионер. Умер в 2001 году в родном селе Дологани.
Награды
- Герой Социалистического Труда
- Орден Ленина
- Медаль «За трудовую доблесть» (21.02.1948)